# Львов, Пётр Иванович
Пётр Иванович Львов (11 января 1882, Тобольск — 15 марта 1944, Пермь) — русский художник — живописец, график и литограф, занимался также скульптурой. Преподавал в художественных учебных заведениях, профессор живописи.

## Биография
В разные годы был членом объединений художников «Союз молодёжи», «Мир искусства», «Московские живописцы», «Четыре искусства», «Новое общество художников», «Московское общество любителей художеств», ТПХВ, «Группа художников». Экспонировался на выставках с 1909 года.
Работы Петра Львова находятся в Третьяковской галерее, Русском музее, Пушкинском музее, РГБ, РНБ и в частных коллекциях.